# 龍塔
龍塔（りゅうとう、龙塔、拼音: lóng tǎ、Dragon Tower）は、中華人民共和国のハルビン市南崗区に位置する鉄塔である。2000年に完成し、高さは336mである。
黒龍江電視台 (HLJTV)の電波塔で、放送、マイクロ波通信、環境モニタリングに使用されるほか、181m～206mには4階建ての展望台があり、レストランやアミューズメント施設も併設されている。